# Cullasaja Falls (North Carolina)
Cullasaja Falls er er et vandfald i det sydvestlige North Carolina. Vandfaldet ligger på Cullasaja River i Nantahala National Forest i Macon County og indgår i Mountain Waters Scenic Byway. Vandfaldet ligger ved US Highway 64 ca. 16 km sydøst for Franklin. Navnet "Cullasaja" kommer fra et od på cherokesisk og betyder "Tretorns-stedet"

## Geologi
Cullasaja Falls er det sidst vandfald på Cullasaja River. Vandfaldet består af en kaskade af mindre fald over en strækning på ca. 300 m. 
Højden på faldet opgives forskelligt i forskellige kilder. Bogen North Carolina Waterfalls af Kevin Adams sætter højden til 61 m.. NCWaterfalls.com angiver højden til 77,1 m,. Google Earth beregner højden til 42 m, baseret på forskellen på højden over havet ved vandfaldets top og ved den dam for enden af faldet, hvor vandet ender.

## Besøg ved faldene
Det er nemt at se vandfaldet fra vejen, når man kører forbi. Derimod er det vanskeligt at komme tættere på. Faldene ligger ved en række uoverskuelige sving på US Highway 64 med meget stejle klippesider på begge sider af vejen. Der er en meget lille vigeplads tæt på faldene, men da vejen er smal og uoverskueligt, kan det være farligt at gå langs denne til faldene.
Trods besværet med at komme frem til faldene, er der alligevel en del, der bruger dammen for enden af faldene til badning og klippesiderne til rappelling.

## Andre vandfald i nærheden
Ikke langt fra dette vandfald finder man yderligere tre kendte vandfald, foruden en række sværere tilgængelige og derfor mindre kendte. De mest kendte er:
- Bridal Veil Falls
- Dry Falls
- Quarry Falls

## Eksterne referencer
- Cullasaja Falls and Trail fra Stay & Play in the Smokies
- Cullasaja Falls fra Blue Ridge Mountain Life

35°06′59″N 83°16′10″V / 35.1164°N 83.2695°V